# Michael Condron
Michael Condron (* 28. November 1985 in Toronto, Ontario) ist ein in Kanada geborener britischer Schauspieler.

## Leben und Karriere
Michael Condron wurde in der kanadischen Metropole Toronto geboren und wuchs später in Belfast in Nordirland auf. Erste Erfahrungen im Schauspielgeschäft sammelte er auf Theaterbühnen, in erster Linie am Lyric Theatre in seiner Heimatstadt Belfast. Seine Theaterrollen umfassen etwa Stücke wie Macbeth, Viel Lärm um nichts oder The 39 Steps.
Seit 2001 ist er auch in Film und Fernsehen aktiv. So war er etwa in Filmen wie Keith Lemon – Der Film und High-Rise zu sehen. 2015 spielte er als Ricky eine wiederkehrende Rolle in der BBC-Serie Number 2s. Von 2015 bis 2016 war er als Bowen Marsh in der erfolgreichen Fernsehserie Game of Thrones. Diese Rolle stellte ihn einem größeren Publikum vor.

## Filmografie (Auswahl)
- 2004: Pulling Moves (Fernsehserie, Episode 1x09)
- 2007: Die Tudors (The Tudors, Fernsehserie, Episode 1x09)
- 2008: Fairy Tales (Mini-Serie, Episode 1x04)
- 2008: Last Man Hanging (Fernsehfilm)
- 2012: Keith Lemon – Der Film (Keith Lemon: The Film)
- 2015: Number 2s (Fernsehserie, 6 Episoden)
- 2015: High-Rise
- 2015–2016: Game of Thrones (Fernsehserie, 10 Episoden)